# Gonesse

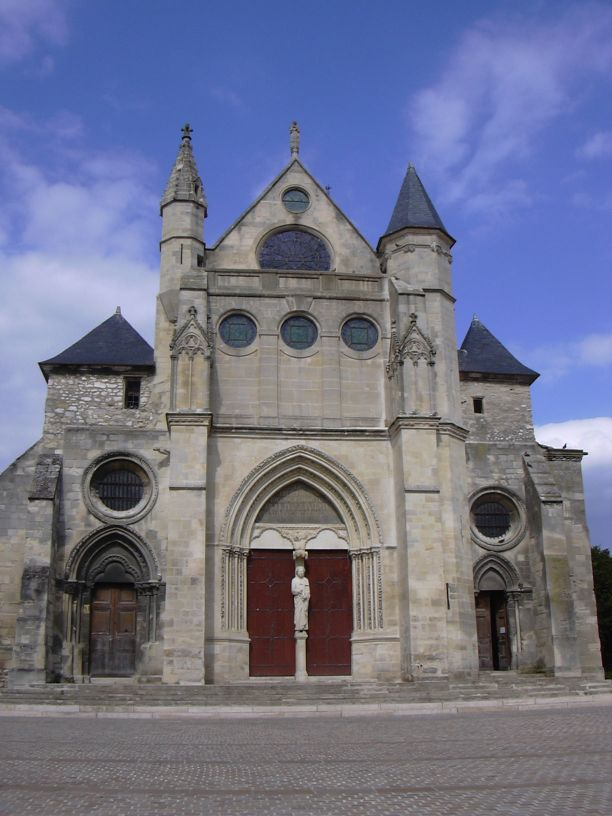
Kirche Saint-Pierre-Saint-Paul

Gonesse [ɡɔnɛs] ist eine französische Stadt und Gemeinde mit 26.959 Einwohnern (Stand 1. Januar 2022) im Département Val-d’Oise in der Region Île-de-France; sie gehört zum Arrondissement Sarcelles und zum Kanton Villiers-le-Bel. Die Einwohner werden Gonessiens genannt.
Gonesse liegt 16 Kilometer nordnordöstlich von Paris im Tal des Flusses Crould an der Plaine de France. Seine Nachbargemeinden sind: Bouqueval, Le Thillay, Vaudherland, Roissy-en-France, Tremblay-en-France, Villepinte, Aulnay-sous-Bois, Le Blanc-Mesnil, Bonneuil-en-France, Arnouville und Villiers-le-Bel.

## Geschichte

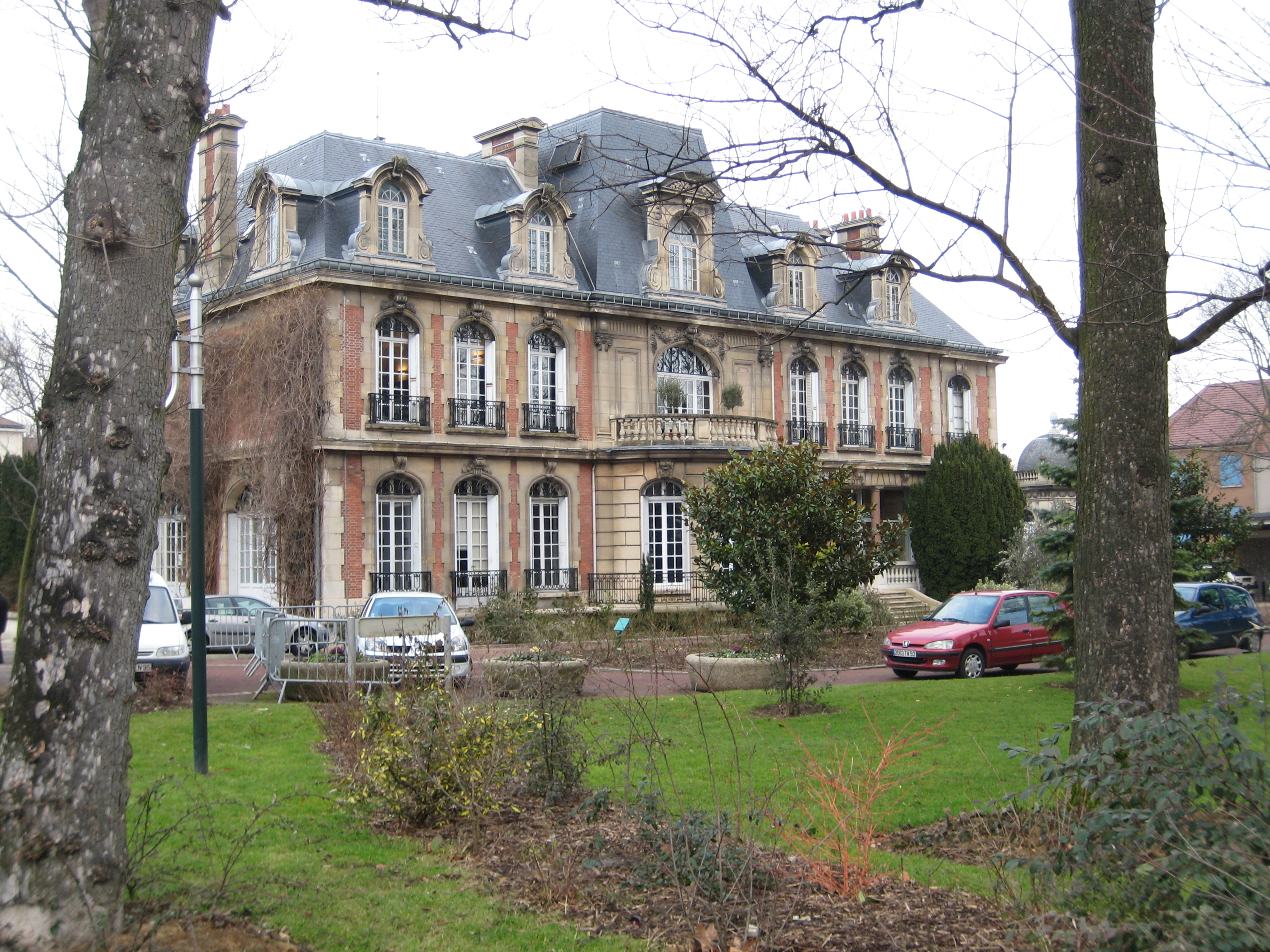
Hôtel de ville (Rathaus)

Gonesse ist der Geburtsort des französischen Königs Philipp II. August (21. August 1165 – 14. Juli 1223).
Am 27. August 1783 schwebte in Gonesse der von dem Wissenschaftler Jacques Charles entworfene und von den Brüdern Anne Jean und Marie Noël Robert gebaute Ballon zu Boden, dessen Füllung mit Gas auf dem 16 Kilometer entfernten Pariser Champ de Mars vier Tage gedauert hatte. Das unbemannte Flugobjekt mit einem Durchmesser von vier Metern versetzte die Dorfbewohner in so großen Schrecken, dass sie es mit Mistgabeln und Sensen zerstörten. Der Geruch des unreinen Wasserstoffs bestärkte sie in der Vermutung, dass es sich um Teufelswerk handelte.
Am 25. Juli 2000 stürzte die französische Concorde der Air France mit der Flugnummer 4590 über Gonesse ab.

## Bevölkerungsentwicklung
| Jahr      | 1962  | 1968   | 1975   | 1982   | 1990   | 1999   | 2006   | 2011   | 2014   | 2020   |
| --------- | ----- | ------ | ------ | ------ | ------ | ------ | ------ | ------ | ------ | ------ |
| Einwohner | 8.517 | 21.187 | 21.390 | 22.896 | 23.152 | 24.721 | 26.152 | 26.516 | 26.020 | 25.853 |

## Sehenswürdigkeiten
Siehe auch: Liste der Monuments historiques in Gonesse
- Hôtel-Dieu (Monument historique)
- Kirche Saint-Pierre-Saint-Paul, erbaut ab dem 12. Jahrhundert (Monument historique)
- Taubenturm Garlande, erbaut im 17./18. Jahrhundert (Monument historique)

## Persönlichkeiten
- Jean-Pierre Gorges (* 1953), französischer Politiker
- Simon Abkarian (* 1962), französischer Schauspieler
- Annabelle Euranie (* 1982), französische Judoka
- Louis Labeyrie (* 1992), französischer Basketballspieler
- Alexandre Delettre (* 1997), Radrennfahrer
- Axel Disasi (* 1998), französischer Fußballspieler kongolesischer Abstammung
- Armand Laurienté (* 1998), französischer Fußballspieler
- Warren Tchimbembé (* 1998), französisch-kongolesischer Fußballspieler
- Clara Liberman (* 2000), Mittelstreckenläuferin
- Kylian Silvestre (* 2002), französischer Fußballspieler
- Souleymane Isaak Touré (* 2003), französischer Fußballspieler